# Jayton
Jayton är administrativ huvudort i Kent County i Texas. Enligt 2020 års folkräkning hade Jayton 511 invånare.